# M. Pokora
Matthieu Tota (Estrasburgo; 26 de septiembre de 1985), conocido como M. Pokora o Matt Pokora, es un cantante francés de origen polaco.

## Biografía
Matt Pokora se ganó la atención del público como miembro del grupo francés de R&B Mic Unity. A finales de 2003, participó en la tercera temporada de Popstars. Fue uno de los favoritos del público durante todo el programa, hasta que finalmente se alzó con la victoria junto a Lionel y Otis. Aunque su primer álbum, "Mon étoile", fue un éxito en las listas musicales francesas, la banda se separó ya que su segundo sencillo tuvo mala reacción del público y críticas.
En el 2004, comenzó su carrera como solista con el nombre de Matt Pokora. Su primer álbum, M. Pokora, salió a la venta en noviembre de este mismo año y consiguió el disco de oro. Su segundo sencillo llamado "Elle me contrôle" logró ganar dos NRJ Music Awards. En 2005, fue forzado a cambiar su nombre, ya que un artista francés llamado Matt Houston lo demandó por robo de nombre. Como resultado cambió su nombre artístico a M. Pokora y relanzó su álbum con el título "M. Pokora" en el resto del Reino Unido y Francia.
En enero del 2006, lanzó su segundo álbum titulado "Player", logrando la cima en varios países como Reino Unido y Francia y obteniendo un disco de platino. Una segunda versión del álbum fue lanzada en marzo con una canción bonus llamada It's alright a dueto con el famoso cantante puertorriqueño Ricky Martin. Además, a finales de este mismo año, puso voz a al personaje Mosh de la película Le vilain petit canard et moi.
Su tercer álbum, MP3, fue lanzado en España el 24 de marzo del 2008. De acuerdo con una revista francesa, EMI Music pagó 800.000 dólares para que varios productores americanos como Timbaland y Ryan Leslie partciparan en el álbum, por lo que 12 de las 14 canciones son en inglés El álbum fue lanzado en tres ediciones: normal, limitada y colección. La edición limitada contiene dos canciones más que en la edición normal y la edición de coleccionistas contiene además varios pósteres y algunas tarjetas. Durante la primera semana de ventas, MP3 consiguió la séptima plaza en ventas. Además, obtuvo un disco de oro.
El 23 de agosto de 2010 lanzó su cuarto disco, titulado "Mise à jour" el cual alcanzó el cuarto puesto de ventas en Francia y el séptimo en Bélgica. El primer sencillo del disco, "Juste une photo de toi", obtuvo el cuarto puesto de descargas legales en Francia. El 14 de febrero de 2011, salió a la venta  "Updated", la versión inglesa de "Mise à jour", que fue comercializado en diversos países europeos. Wayne Beckford, Gee Futuristic, X-Plosive, Astro Boyz, Tarz, STX y Bionix contribuyeron en la producción y realización de ambos álbumes.
En febrero de 2011 comenzó su participación en "Danse avec les stars", junto a ocho personajes famosos tanto nacionales como internacionales. A lo largo de todo el concurso fue uno de los concursantes mejor puntuados tanto por parte del jurado como por parte del público, que dio lugar a su victoria en el programa a mediados de marzo de ese mismo año.
Desde mediados de 2013 participa en la comedia musical "Robin des Bois" interpretando el papel estelar de Robin de los Bosques, y ya antes de iniciar las representaciones habían lanzado 2 CD con las canciones de la obra, convirtiéndose rápidamente en disco de oro. Puede verse a lo largo de la república francesa hasta el 30 de junio de 2014.
Pokora mantiene una relación con Christina Milian desde agosto de 2017. En el verano de 2019 anunció que sería padre en 2020. El 20 de enero de 2020 nació su hijo, un varón llamado Isaiah. El 24 de abril de 2021 nació su segundo hijo, Kenna.

## Discografía

### Álbumes
| Notre étoile (en el grupo Linkup)                                                      | - Fecha de lanzamiento: noviembre de 2003 - Certificación: Universal Music France - Formatos: CD                                                                                                  | 1  | —  | 53 | - 200 000          |
| Álbumes de estudio                                                                     | |    |    |    |                    |
| M. Pokora                                                                              | - Fecha de lanzamiento: 2 de noviembre de 2004 - Certificación: Universal Music France - Formatos: CD                                                                                             | 21 | 28 | —  | - 180 000          |
| Player                                                                                 | - Fecha de lanzamiento: 23 de enero de 2006 - Certificación: Universal Music France - Formatos: CD, descarga digital                                                                              | 1  | 8  | 37 | - 210 000          |
| MP3                                                                                    | - Fecha de lanzamiento: 24 de marzo de 2008 - Certificación: EMI France - Formatos: CD, descarga digital                                                                                          | 7  | 6  | 32 | - 75 000           |
| Mise à jour Mise à jour (Versión 2.0) Updated                                          | - Fecha de lanzamiento: 23 de agosto de 2010 - Fecha de lanzamiento: 18 de abril de 2011 - Fecha de lanzamiento: 14 de marzo de 2011 - Certificación: EMI France - Formatos: CD, descarga digital | 4  | 7  | 65 | - 100 000          |
| À la poursuite du bonheur                                                              | - Fecha de lanzamiento: 19 de marzo de 2012 - Certificación: EMI France - Formatos: CD, descarga digital                                                                                          | 2  | 2  | 12 | - 300 000 - 30 000 |
| R.E.D (Rythmes Extrêmement Dangereux)                                                  | - Fecha de lanzamiento: 2 de febrero de 2015 - Certificación: Parlophone - Formatos: CD, descarga digital                                                                                         | 1  | 1  | 4  | - 270 000          |
| My Way                                                                                 | - Fecha de lanzamiento: 21 de octubre de 2016 - Certificación: Sony Music - Formatos: CD, descarga digital                                                                                        | 1  | 1  | 7  | - 600 000 - 15 000 |
| Pyramide                                                                               | - Fecha de lanzamiento: 21 de abril de 2019 - Certificación: Groupe TF1, Sony Music - Formatos: CD, descarga digital                                                                              | 1  | 1  | 8  | - 200 000 - 15 000 |
| «—» indica que el álbum no alcanzó posición alguna o no fue lanzado en ese territorio. | |    |    |    |                    |

### Sencillos
| 2003                                                                                      | «Mon étoile» (en el grupo Linkup)                  | 1   | 21 | —  | —  | —  | 11 |           | Notre étoile (Grupo)      |
| 2004                                                                                      | «Pour une seconde d'éternité» (en el grupo Linkup) | 20  | —  | —  | —  | —  | 77 |           | Notre étoile (Grupo)      |
| 2004                                                                                      | «Showbiz (The Battle)»                             | 10  | 12 | —  | —  | —  | 19 | - 75 000  | M. Pokora                 |
| 2005                                                                                      | «Elle me contrôle» (Con Sweety)                    | 6   | 11 | —  | —  | —  | 23 | - 125 000 | M. Pokora                 |
| 2005                                                                                      | «Pas sans toi»                                     | 4   | 4  | —  | —  | —  | 35 | - 75 000  | M. Pokora                 |
| 2006                                                                                      | «De retour» (Con Tyron Carter)                     | 6   | 11 | —  | —  | —  | —  |           | Player                    |
| 2006                                                                                      | «It's Alright» (Con Ricky Martin)                  | 4   | 11 | —  | —  | —  | 18 |           | Player                    |
| 2006                                                                                      | «Oh la la la (Sexy Miss)» (Con Red Rat)            | 21  | 37 | —  | —  | —  | —  |           | Player                    |
| 2006                                                                                      | «Mal de guerre»                                    | 10  | 19 | —  | —  | —  | 78 |           | Player                    |
| 2008                                                                                      | «Dangerous» (Con Timbaland & Sebastian)            | 1   | 2  | 32 | 16 | 15 | 28 |           | MP3                       |
| 2008                                                                                      | «They Talk Shit About Me» (Con Verse)              | 24  | 53 | —  | —  | —  | —  |           | MP3                       |
| 2008                                                                                      | «Catch Me if You Can»                              | —   | —  | —  | —  | —  | —  |           | MP3                       |
| 2009                                                                                      | «Through the Eyes»                                 | —   | —  | —  | —  | —  | —  |           | MP3                       |
| 2010                                                                                      | «Juste une photo de toi»                           | 44  | 27 | —  | —  | —  | 75 |           | Mise à jour               |
| 2010                                                                                      | «Mirage»                                           | 64  | 87 | —  | —  | —  | —  |           | Mise à jour               |
| 2011                                                                                      | «En attendant la fin»                              | 24  | 31 | —  | —  | —  | —  |           | Mise à jour               |
| 2011                                                                                      | «Oblivion»                                         | —   | —  | —  | —  | —  | —  |           | Updated                   |
| 2011                                                                                      | «Finally Found Ya»                                 | —   | —  | —  | —  | —  | —  |           | Updated                   |
| 2011                                                                                      | «À nos actes manqués»                              | 8   | 16 | —  | —  | —  | —  |           | Mise à jour (Version 2.0) |
| 2012                                                                                      | «Juste Un Instant»                                 | 18  | 6  | —  | —  | —  | 57 |           | A la poursuite du bonheur |
| 2012                                                                                      | «On est là»                                        | 38  | 42 | —  | —  | —  | —  |           | A la poursuite du bonheur |
| 2012                                                                                      | «Merci d'être»                                     | 55  | 56 | —  | —  | —  | —  |           | A la poursuite du bonheur |
| 2012                                                                                      | «Si tu pars»                                       | 137 | 52 | —  | —  | —  | —  |           | A la poursuite du bonheur |
| 2012                                                                                      | «Envole-moi» (Con Tal)                             | 5   | 7  | —  | —  | —  | 39 |           | Génération Goldman        |
| 2013                                                                                      | «Le jour qui se rêve»                              | 22  | 40 | —  | —  | —  | —  |           | Robin des Bois            |
| 2013                                                                                      | «J'attendais»                                      | 131 | 58 | —  | —  | —  | —  |           | Robin des Bois            |
| 2014                                                                                      | «On danse»                                         | 16  | 26 | —  | —  | —  | —  |           | R.E.D                     |
| 2014                                                                                      | «Le monde»                                         | 15  | 24 | —  | —  | —  | —  |           | R.E.D                     |
| 2015                                                                                      | «Mieux que nous (feat. Soprano)»                   | 29  | 50 | —  | —  | —  | —  |           | R.E.D                     |
| 2015                                                                                      | «Voir la nuit s'emballer»                          | 104 | 54 | —  | —  | —  | —  |           | R.E.D                     |
| 2016                                                                                      | «Cette année-là»                                   | 7   | 64 | —  | —  | —  | —  | - 75 000  | My Way                    |
| 2016                                                                                      | «Belinda»                                          | 43  | 53 | —  | —  | —  | —  |           | My Way                    |
| 2016                                                                                      | «Comme d'habitude»                                 | 80  | —  | —  | —  | —  | —  |           | My Way                    |
| 2017                                                                                      | «Alexandrie Alexandra»                             | 128 | —  | —  | —  | —  | —  |           | My Way                    |
| 2017                                                                                      | «Toi et le Soleil»                                 | —   | —  | —  | —  | —  | —  |           | My Way                    |
| 2019                                                                                      | «Les Planètes»                                     | 45  | 2  | —  | —  | —  | —  | - 150 000 | Pyramide                  |
| 2019                                                                                      | «Ouh na na»                                        | —   | —  | —  | —  | —  | —  |           | Pyramide                  |
| 2019                                                                                      | «Tombé»                                            | 32  | 4  | —  | —  | —  | —  | - 150 000 | Pyramide                  |
| 2019                                                                                      | «Si t'es pas là»                                   | 136 | 10 | —  | —  | —  | —  |           | Pyramide                  |
| «—» indica que el sencillo no alcanzó posición alguna o no fue lanzado en ese territorio. |                                                    |     |    |    |    |    |    |           |                           |

## Tours/DVD
| Año         | Nombre                                        | Álbum                     |
| Tours       | Tours                                         | Tours                     |
| ----------- | --------------------------------------------- | ------------------------- |
| 2006 - 2007 | Player tour                                   | Player                    |
| 2008 - 2009 | Catch Me Tour                                 | MP3                       |
| 2010 - 2011 | Mise à Jour Tour                              | Mise à Jour               |
| 2012        | À la poursuite du bonheur Tour                | À la poursuite du bonheur |
| 2013 - 2014 | Robin des Bois (Ne Renoncez Jamais)           | Robin des Bois            |
| 2015        | R.E.D - Tour                                  | R.E.D                     |
| 2017        | My Way Tour                                   | My Way                    |
| 2019        | Pyramide Tour                                 | Pyramide                  |
| DVD         |                                               |                           |
| 2005        | Un an avec M. Pokora                          | M. Pokora                 |
| 2006        | 100% VIP                                      | (Documentaire)            |
| 2007        | Player Tour                                   | Player                    |
| 2013        | A la poursuite du bonheur Tour - Live À Bercy | A la poursuite du bonheur |
| 2014        | Robin des bois, Ne renoncez jamais            | Robin des bois            |
| 2015        | Concert au théâtre du Châtelet                | (10 ans de carrière)      |
| 2016        | R.E.D Tour                                    | R.E.D                     |
| 2017        | My Way Tour Live                              | My Way                    |
| 2023        | Épicentre Tour (La tournée des 20 ans)        | Épicentre                 |

## Colaboraciones
| Año  | Canción                    | Artista                         |
| ---- | -------------------------- | ------------------------------- |
| 2004 | Chanter qu'on les aime     | AMADE                           |
| 2005 | Et puis la terre...        | ASIE                            |
| 2005 | Protège-toi                | Collectif Protection Rapprochée |
| 2006 | It's alright               | Ricky Martin                    |
| 2006 | Get down on it             | Astérix et les vikings          |
| 2006 | L'or de nos vies           | Fight AIDS Monaco               |
| 2006 | Rainbfever.com             | Amine                           |
| 2006 | Un Noël pour tous          | Secours populaire français      |
| 2006 | Voici Noël                 | Secours populaire français      |
| 2007 | Ne me dis pas              | Tyron Carter                    |
| 2007 | Girls                      | Lady Sweety                     |
| 2010 | Talking about a revolution | Collectif if (AIDES)            |
| 2010 | Un respect mutuel          | Collectif Kilomaitre            |
| 2010 | Let's get it started       | Lazee                           |
| 2012 | Wanna Feel You Now         | Patricia Kazadi                 |

## Premios
| Año  | Premio                                                                          | País    |
| ---- | ------------------------------------------------------------------------------- | ------- |
| 2006 | NRJ Music Awards por el videoclip del año con "Elle me contrôle"                | Francia |
| 2006 | NRJ Music Awards por la canción francófona del año con "Elle me contrôle"       | Francia |
| 2006 | HIT MACHINE de oro por el artista masculino francófono del año                  | Francia |
| 2007 | NRJ Music Awards por el artista masculino francófono del año                    | Francia |
| 2007 | NRJ Music Awards por el videoclip del año con "De retour                        | Francia |
| 2009 | ESKA Music Awards por el mejor artista pop del año                              | Polonia |
| 2011 | NRJ Music Awards por el artista masculino francófono del año                    | Francia |
| 2011 | NRJ Music Awards por la canción francófona del año con "Juste une photo de toi" | Francia |
| 2011 | Le Ch'ti Award Premio de honor por 8 años de carrera                            | Francia |
| 2012 | NRJ Music Awards por el artista masculino francófono del año                    | Francia |
| 2012 | NRJ Music Awards por la canción francófona del año con "A nos actes manqués"    | Francia |
| 2012 | Planéte Timbre por el cantante francófono del año                               | Francia |
| 2012 | Trophée Marianne por el cantante francófono del año                             | Francia |
| 2013 | Musée Grévin uniéndose al museo Grévin                                          | Francia |
| 2013 | NRJ Music Awards por el artista masculino francófono del año                    | Francia |
| 2014 | NRJ Music Awards por el artista masculino francófono del año                    | Francia |
| 2015 | NRJ Music Awards por el artista masculino francófono del año                    | Francia |

## Biografías
| Año  | Nombre                          | Editorial                 |
| ---- | ------------------------------- | ------------------------- |
| 2006 | M.Pokora: La révolution R&B     | Éditions de la Lagune     |
| 2006 | Et je me souviens               | Éditions K&B              |
| 2008 | M. Pokora vu par                | Éditions Broché           |
| 2013 | De Mathhieu à Robin des Bois    | Editions Dider Carpentier |
| 2014 | M.Pokora, La véritable histoire | Jérémy Lapage             |